# Mont Gauss
Le mont Gauss (Gaussberg ou encore Schwarzen Berg) est un volcan éteint de 370 mètres d'altitude, situé en terre Guillaume-II, dans l'Antarctique oriental, en Antarctique. Il donne sur la mer de Davis, immédiatement à l'ouest du glacier Posadowsky.
Libre de glace, ce cône volcanique s'est formé de manière sous-glaciaire il y a environ 55 000 ans. L'édifice actuel serait le vestige d'une montagne autrefois plus grande qui a été réduite par l'érosion glaciaire et subaérienne. Le volcan a produit des magmas de lamproïte et est le plus jeune volcan à avoir produit de tels magmas sur Terre.

## Géographie

### Situation
Le Gaussberg se trouve en terre Guillaume-II, en Antarctique, près de la plateforme de glace Ouest entre la base australienne Davis et la base russe Mirny. Il se trouve face à la mer de Davis immédiatement à l'ouest du glacier Posadowsky. Le mont Gauss se trouve dans le territoire antarctique australien, une revendication de l'Australie. Il est le seul affleurement libre de glace entre la base Mirny et les collines de Vestfold.

### Topographie
Le Schwarzen Berg, comme il est parfois appelé, se compose d'un cône volcanique de 370 mètres de haut et de 1,5 kilomètre de large situé entre la calotte glaciaire de l'Antarctique oriental — l'inlandsis Est-Antarctique — sur trois côtés et la mer sur le quatrième,. C'est le seul affleurement de roche dans la région, en particulier au sommet et sur le flanc nord. L'édifice couvre une superficie d'environ 10 kilomètres carrés et a un volume d'1 kilomètre cube. La majeure partie du volcan est constituée de laves en coussin avec des rayons de 0,5 à 2 mètres et des croûtes épaisses de 3 à 5 centimètres. Le volcan est recouvert de fragments de lave ressemblant à des lapilli qui pourraient s'être formés par érosion. Le mont Gauss n'a pas de cratère volcanique, ayant plutôt une crête à son sommet. Le volcan a plusieurs terrasses d'origine indéterminée et peut s'être formé comme un volcan bouclier avec de multiples évents. Les roches se sont probablement mises en place de manière sous-glaciaire, bien que la présence de lave pāhoehoe soit possible. Des moraines, présentes aux pieds sud, nord-ouest et nord-est du volcan, des blocs erratiques et des stries glaciaires sont la preuve que le volcan était autrefois glaciaire.

### Géologie
Le mont Gauss est un volcan extrêmement isolé bien qu'une montée de glace (en) à quelques kilomètres au sud-ouest de celui-ci et des relevés aéromagnétiques suggèrent qu'à moins de 30 kilomètres se trouvent d'autres petits volcans. C'est le seul volcan antarctique situé sur la plaque antarctique où se trouve la croûte la plus épaisse du continent. La raison de sa formation il y a environ 50 000 ans sur une marge continentale stable n'est pas assurée : un panache du manteau, une instabilité du continent antarctique oriental,, ou un écoulement latéral du matériau du panache du manteau sont possibles. Le sous-sol sous le mont Gauss est formé de gneiss d'âge archéen à protérozoïque. La lithosphère sous le volcan mesure plus de 150 kilomètres d'épaisseur.
Son activité a été liée au plateau des Kerguelen, mais les volcans de Kerguelen ont produit des compositions de magma différentes et il n'y a pas de structure géologique majeure reliant les deux autres que la soi-disant « crête de Kerguelen-Gaussberg », donc une connexion entre le deux n'est pas prouvée. Un système de graben dans la région, qui peut s'être formé au Gondwana et peut être corrélé aux structures tectoniques du sous-continent indien, est baptisé le Gaussberg Rift ; le volcan s'élève sur un horst sur le rift mais sa relation avec la faille n'est pas claire. Enfin, la faille 90°E qui sépare les structures tectoniques régionales peut avoir influencé le volcanisme au mont Gauss.
Le volcan a une composition chimique uniforme constituée de lamproïte (initialement identifiée comme de la leucitite) qui définit une suite de roches mafiques riches en potassium. Les roches sont presque exemptes de cristaux visibles mais contiennent de nombreuses vésicules (en). Les phénocristaux comprennent le clinopyroxène, la leucite et l'olivine. La roche du mont Gauss est la plus jeune lamproïte connue sur Terre. Les roches sont riches en substances volatiles, dont du dioxyde de carbone et de l'eau. Il existe des xénolithes, principalement des granites provenant du sous-sol précambrien, et les zircons récupérés des roches ont jusqu'à plusieurs milliards d'années. Des gisements de palagonite, de sel et de soufre natif ont été trouvés.
La source des lamproïtes du mont Gauss n'est pas claire, car les processus habituellement proposés pour la formation de tels magmas ne s'appliquent pas facilement aux roches de ce volcan. Le magma peut s'être formé par la fusion incomplète du manteau riche en phlogopite et d'autres processus chimiques tels que le fractionnement des cristaux qui ont élevé le rapport potassium/aluminium au-dessus de 1. Les structures profondes du manteau qui se sont formées par subduction il y a des milliards d'années et sont restées isolées depuis lors ont été proposées comme source des lamproïtes du mont Gauss. Le point chaud des Kerguelen peut ou non y avoir joué un rôle.

### Faune et flore
Plusieurs espèces de mousses sont identifiées au mont Gauss, ainsi qu'une faune protozoaire comme les rotifères. Des nématodes et des tardigrades sont aussi trouvés au mont Gauss. C'est aussi le premier endroit sur le continent antarctique où des lichens sont signalés. Des colonies de manchots empereurs se trouvent sur les pentes de la montagne et des pétrels des neiges y sont observés pour s'y reproduire, mais dans l'ensemble, il n'y a pas beaucoup de faune sur ce volcan.

## Histoire

### Histoire éruptive
Des estimations d'âge radicalement différentes sont obtenues sur le mont Gauss. Les premières recherches suggèrent un âge allant du Pliocène ou Miocène basé sur une histoire présumée de l'inlandsis antarctique et des comparaisons entre l'apparition de mont Gauss avec les volcans de l'îles Kerguelen. La datation par le potassium-argon donne des âges de 20 et 9 millions d'années, et des essais de datation plus récents produisent un âge de 56 000 ± 5 000 ans. La datation par les traces de fission produit elle des âges de 25 000 ± 12 000 ans et des considérations géomorphologiques soutiennent un âge du Pléistocène tardif. Ces désaccords entre les méthodes de datation peuvent indiquer soit une contamination par des roches plus anciennes, soit la présence d'argon non dégazé. L'âge de 56 000 ± 5 000 ans est considéré comme plus probable que ceux de 20 et 9 millions d'années.
La mont Gauss a probablement été « construit » en un seul épisode éruptif, mais il existe des preuves que l'édifice actuel s'est formé sur un volcan plus ancien et érodé. Il s'est formé sous une glace beaucoup plus épaisse qu'il n'y en a aujourd'hui dans la région, et la glace a déposé des moraines sur son sommet. Il existe différents points de vue sur la façon dont l'érosion a affecté le mont Gauss : certains pensent qu'il a été largement épargné et d'autres que l'érosion a réduit l'édifice initialement beaucoup plus grand à sa taille actuelle,. Cette dernière théorie est celle choisie par le Global Volcanism Program (GVP) et est soutenue par des données aéromagnétiques qui suggèrent une taille initiale de 10 kilomètres. Les couches de poussière dans la carotte de glace du dôme Siple (en) peuvent provenir de l'érosion éolienne des roches du mont Gauss.

### Découverte et études
Découvert en 1902 par l'expédition Gauss (1901-1903) d'Erich von Drygalski, il est baptisé en l'honneur du nom de son navire — le Gauss —, lui-même nommé d'après le mathématicien, astronome et physicien allemand Carl Friedrich Gauss. Drygalski réalise des observations du volcan à l'aide d'un ballon captif. En raison de sa composition particulière et de son emplacement isolé, le mont Gauss a fait l'objet de recherches intensives hors de proportion avec sa taille réelle,. La montagne est étudiée en 1912 par l'expédition antarctique australasienne (1911-1914), par l'expédition antarctique soviétique (1956-1957), par des expéditions australiennes en 1977 et 1981 et par une autre expédition en 1997.
Les réserves proches de krill sont à leur tour nommées d'après la montagne. Le minéral gaussbergite porte le nom du volcan.